# チャールズ・ラムゼイ (第7代ダルハウジー伯爵)
第7代ダルハウジー伯爵チャールズ・ラムゼイ（英語: Charles Ramsay, 7th Earl of Dalhousie、1764年1月29日没）は、スコットランド貴族。

## 生涯
ラムゼイ卿ジョージ・ラムゼイ（George Ramsay, Lord Ramsay）とジーン・モール（Jean Maule、1769年4月22日没、ハリー・モールの次女）の息子として生まれた。
1739年5月25日に父が、12月8日に祖父が死去すると、ダルハウジー伯爵の爵位を継承した。大尉として第3近衛歩兵連隊に入隊、1753年に中佐に昇進した。1764年1月29日/24日に死去、生涯未婚だったため弟ジョージが爵位を継承した。